# Markus Schmidt-Märkl
Markus Schmidt-Märkl (* 1959 in Homburg) ist ein deutscher Fernsehproduzent und Regisseur.

## Leben
Er belegte ein Studium der Theaterwissenschaft an der Ludwig-Maximilians-Universität in München, nach dem Studium 1984 erhielt er eine Anstellung als Kameramann beim Fernsehstudio München. 1986 erfolgte ein Wechsel zum Bayerischen Fernsehen. Von 1987 bis 1996 war er Miteigentümer einer Produktionsfirma, dabei war er ab 1989 auch als Regisseur und Konzeptautor tätig. Schwerpunkt seiner Arbeit sind industriell gefertigte Serien und Unterhaltungsformate.
Markus Schmidt-Märkl arbeitet seit 2007 für die Constantin Film und deren Tochtergesellschaften, unter anderem war er ab dem Start der BR-Serie Dahoam is Dahoam ausführender Produzent und hat für die Produktion den Bayerischen Fernsehpreis 2010 bekommen. 
Er ist verheiratet, hat eine Tochter und lebt in München.

## Produktionen
- 1994–1999: Versteckte Kamera
- 1998: Vorsicht Kamera
- 1999–2004: Gute Zeiten, schlechte Zeiten
- 2001–2007: Marienhof
- 2003–2003: St. Angela
- 2003–2003: Verbotene Liebe
- 2005–2007: Sturm der Liebe
- 2005–2007: Verliebt in Berlin
- 2007–2017: Dahoam is Dahoam (BR)
- 2012: Neue Geschichten aus der Heimat (NDR)
- 2013: Die Blaumänner (NDR)
- 2020: Kanzlei Berger (ZDF)